# 長崎県特別支援学校一覧
| 総数                     | 総数             | 17校・2分校 ・7分教室 |
| 【内訳】                 | 【内訳】         | 【内訳】              |
| ------------------------ | ---------------- | --------------------- |
| 国立                     | 国立             | 1校                   |
| 公立                     | 県立             | 16校・3分校 ・7分教室 |
| 公立                     | 市町村立         | なし                  |
| 私立                     | 私立             | なし                  |
| 教育委員会所在地         | 教育委員会所在地 | 〒850-8570            |
| 長崎県長崎市尾上町3番1号 |                  |                       |
| 公式サイト               | 公式サイト       | 長崎県教育委員会      |

長崎県特別支援学校一覧（ながさきけんとくべつしえんがっこういちらん）は、長崎県の特別支援学校の一覧。

## 国立特別支援学校
- 長崎大学教育学部附属特別支援学校

## 特別支援学校（知的障害、肢体不自由、病弱教育）

### 長崎市
- 長崎県立長崎特別支援学校
- 長崎県立鶴南特別支援学校

### 佐世保市
- 長崎県立佐世保特別支援学校

### 諫早市
- 長崎県立諫早特別支援学校
- 長崎県立諫早東特別支援学校
- 長崎県立希望が丘高等特別支援学校

### 大村市
- 長崎県立虹の原特別支援学校
- 長崎県立大村特別支援学校
  - 西大村分教室

### 雲仙市
- 長崎県立島原特別支援学校南串山分教室

### 島原市
- 長崎県立島原特別支援学校

### 西海市
- 長崎県立時和特別支援学校西彼杵分校
  - 小・中学部（西海市立大瀬戸中学校に併設）
  - 高等部（長崎県立西彼杵高等学校に併設）

### 平戸市
- 長崎県立佐世保特別支援学校高等部北松分校
  - 小・中学部（平戸市立田平中学校に併設）
  - 高等部（長崎県立北松農業高等学校に併設）

### 五島市
- 長崎県立鶴南特別支援学校五島分校
  - 小・中学部（五島市立福江小学校に併設）
  - 高等部（長崎県立五島海陽高等学校に併設）

### 壱岐市
- 長崎県立虹の原特別支援学校壱岐分校
  - 小・中学部（壱岐市立盈科小学校に併設）
  - 高等部（長崎県立壱岐高等学校に併設）

### 対馬市
- 長崎県立虹の原特別支援学校高等部対馬分教室（長崎県立対馬高等学校に併設）

### 西彼杵郡時津町
- 長崎県立時和特別支援学校（長崎県立盲学校に併設）

### 東彼杵郡川棚町
- 長崎県立桜が丘特別支援学校
- 長崎県立川棚特別支援学校

### 南松浦郡新上五島町
- 長崎県立佐世保特別支援学校高等部上五島分教室（長崎県立上五島高等学校に併設）

## 特別支援学校（視覚障害）

### 西彼杵郡時津町
- 長崎県立盲学校

## 特別支援学校（聴覚障害）

### 大村市
- 長崎県立ろう学校

### 佐世保市
- 長崎県立ろう学校佐世保分教室